# Lyncestis voeltzkowi
Lyncestis voeltzkowi là một loài bướm đêm trong họ Erebidae.